# 赛义德·本·阿比·瓦卡斯

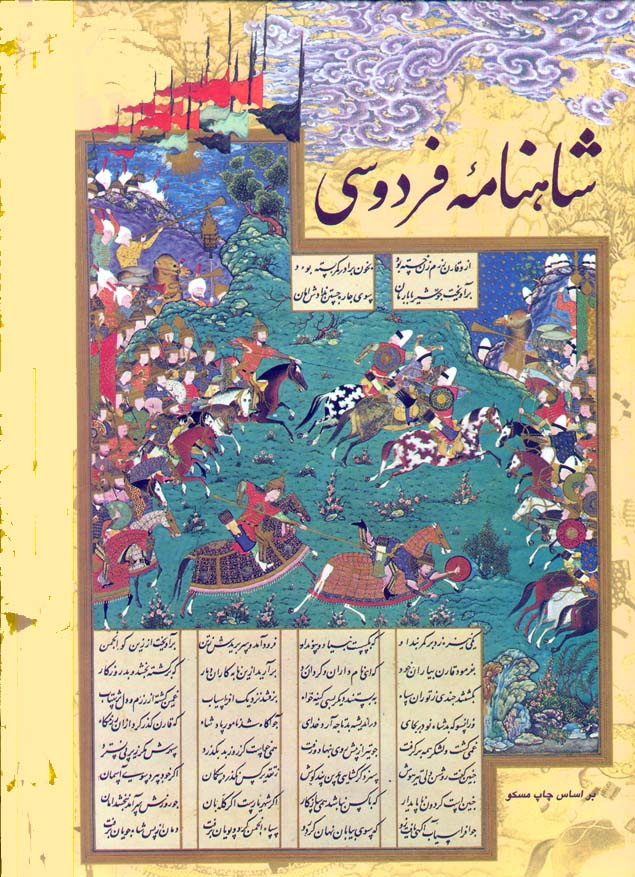
《列王纪》的原稿中，赛义德·本·阿比·瓦卡斯在阿尔-卡迪西亚会战中领导着四大哈里发军队。

赛义德·本·阿比·瓦卡斯（羅馬化：Sa`d ibn Abi Waqqas）也作宛葛思、斡葛思、斡歌士、旺各师、万尕斯等，是公元610-611年间皈依伊斯兰教的早期皈依者，也是伊斯兰教先知穆罕默德的一位很重要的圣伴。赛义德在十七岁成为了第十七个皈依伊斯兰教的信徒。他主要事迹有公元636年担任征服波斯的统帅，并且担当省长。

## 传说
根据中国回族传统，相传他于西元616年前往中国，另在西元651年出使中国。据称其墓在广州清真先贤古墓。阿拉伯历史学家塔巴里的著作中有他前往波斯和埃塞俄比亚等地的记录，但并没有他出访中国的记录。多数中国以外的学者否认赛义德·瓦卡斯曾到访过中国。